# Rosalie Drouot
Rosalie Drouot, née le 26 novembre 1791 à Aulnois et morte le 8 avril 1826 à Paris, est une peintre française.

## Biographie
Rosalie Julie Joséphine Drouot est la fille de Nicolas Drouot, marchand roulier, et de Marie Anne Grandjean.
Aquarelliste et miniaturiste, elle est élève de Frédéric Millet. Elle expose plusieurs miniatures et son autoportrait au Salon de 1822.
Elle meurt célibataire à Paris à l'âge de 34 ans. Elle est inhumée le 9 avril 1826 au cimetière de Montmartre.

Œuvres de Rosalie Drouot
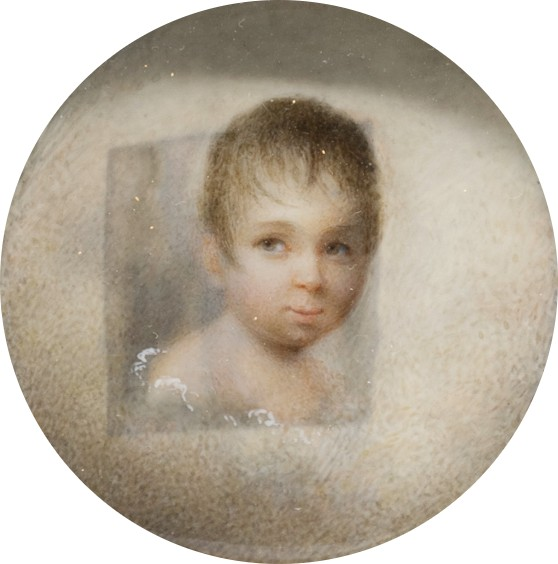
Alexandre Jules Alphèdre de Metz.
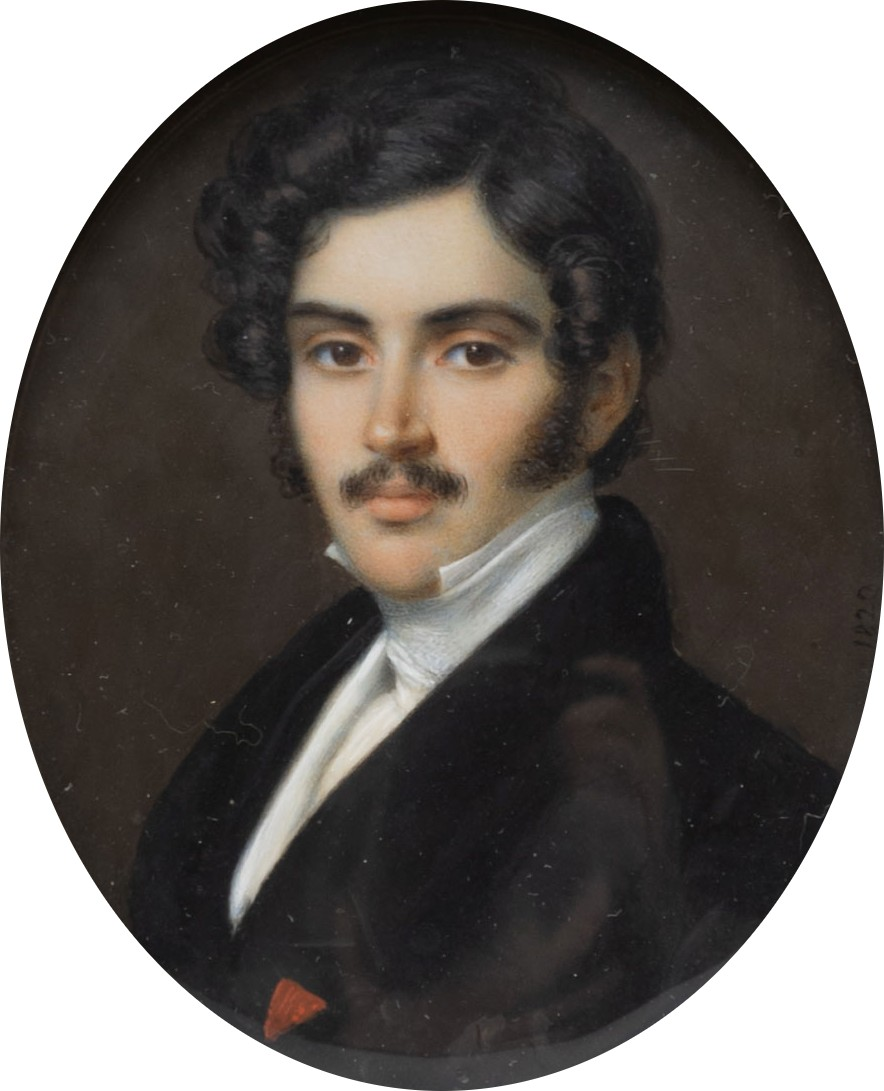
Portrait d'un homme à la Légion d'honneur.
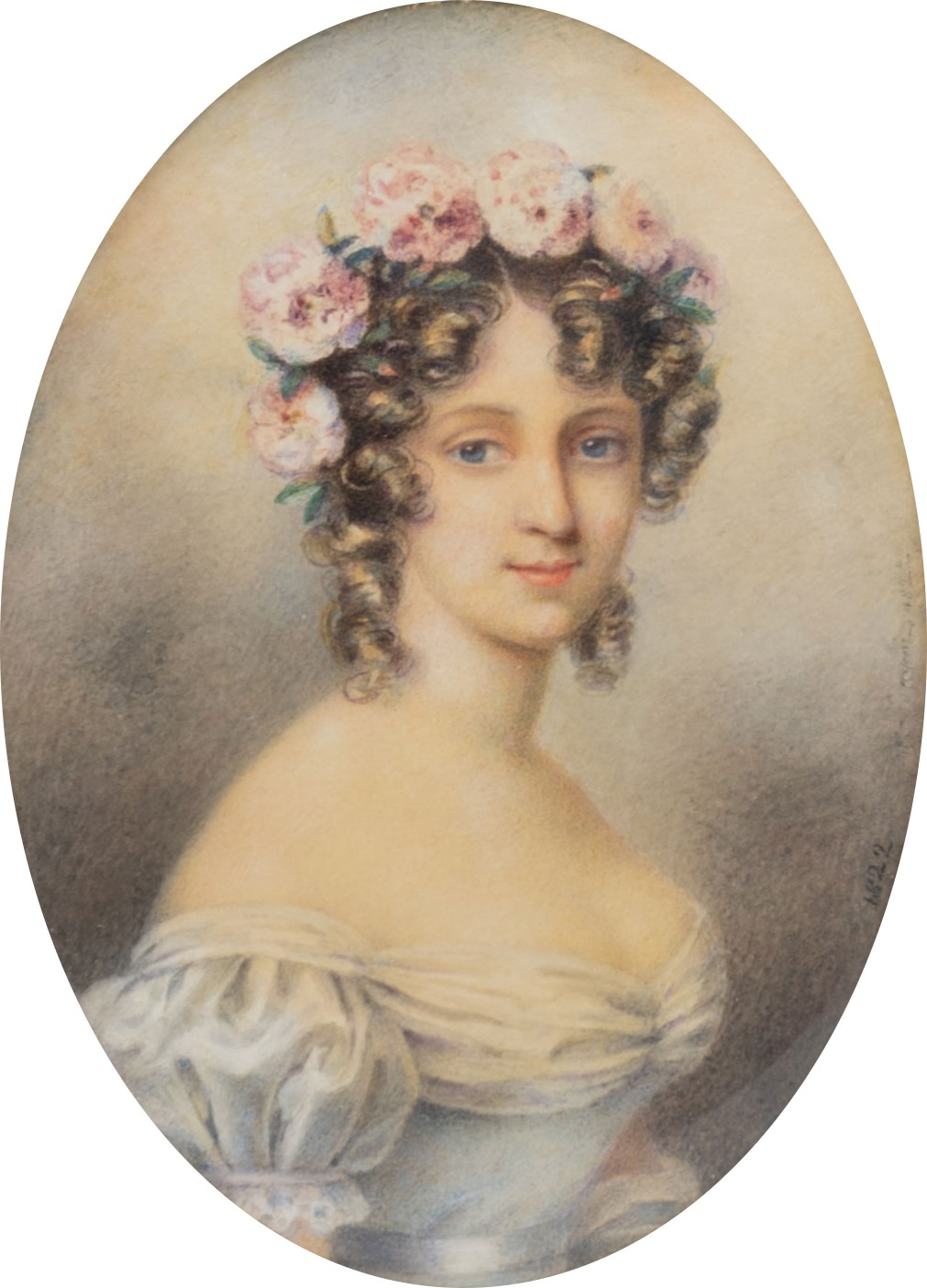
Portrait de Charlotte Drouot.
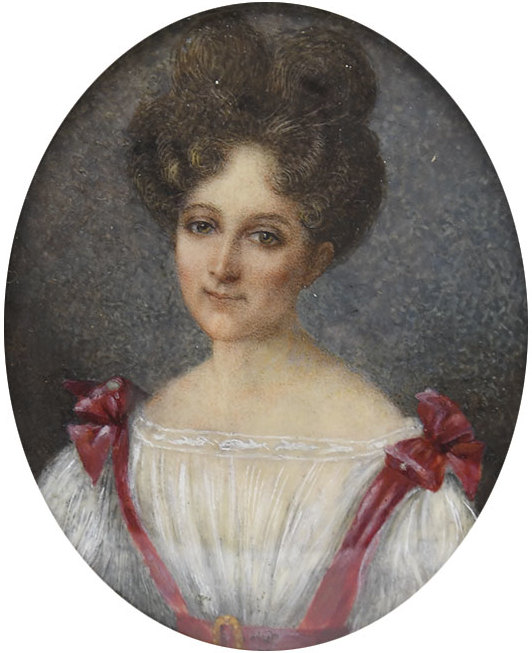
Portrait de Constance Drouot.
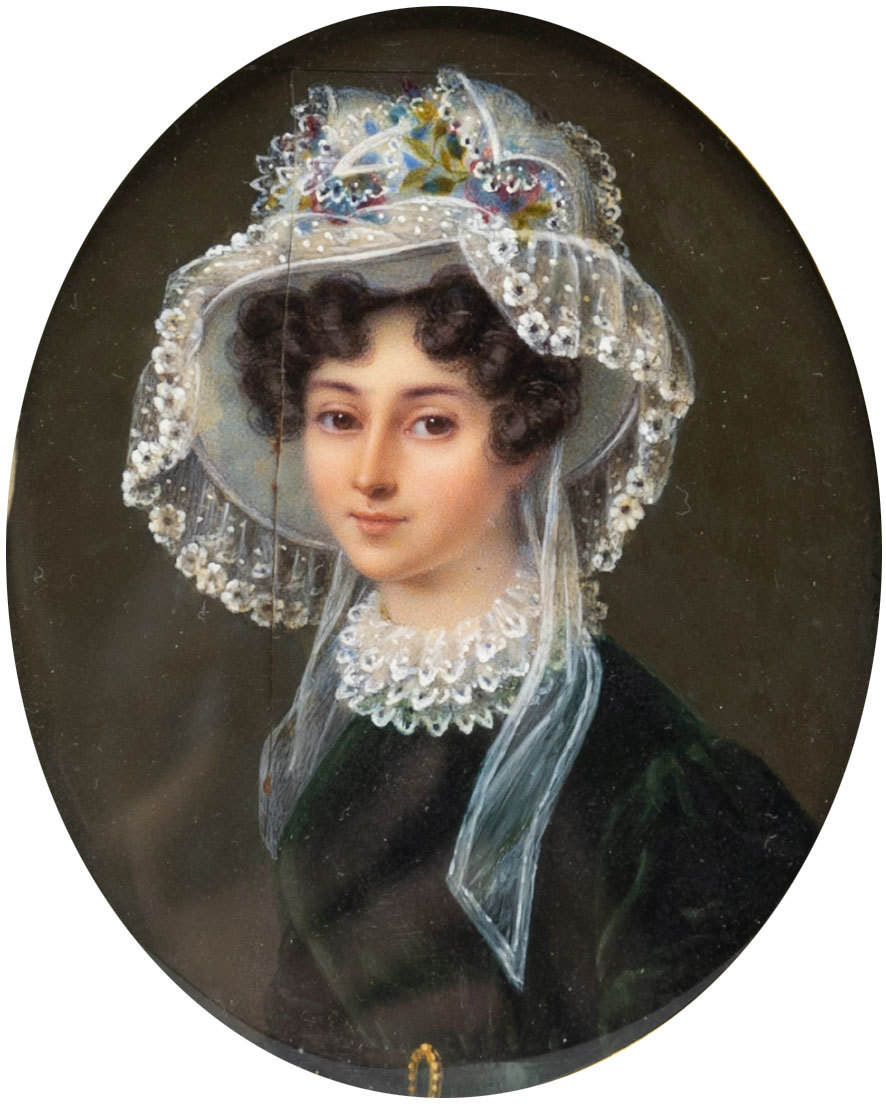
Portrait d'une femme.

## Exposition
En novembre 2015, la ville de Lunéville propose de découvrir la vie et le parcours artistique de Rosalie Drouot, peintre miniaturiste méconnue dont le maître, Frédéric Millet, fut l'un des plus grands miniaturistes français de son époque.